# 柏林荣军公墓
荣军公墓（英語：Invalid's Cemetery），另译伤残军人公墓，是德国柏林最古老的公墓之一，为普鲁士军人安息之地。其特别重要的意义是纪念1813至1815年的德意志解放战争。

## 历史

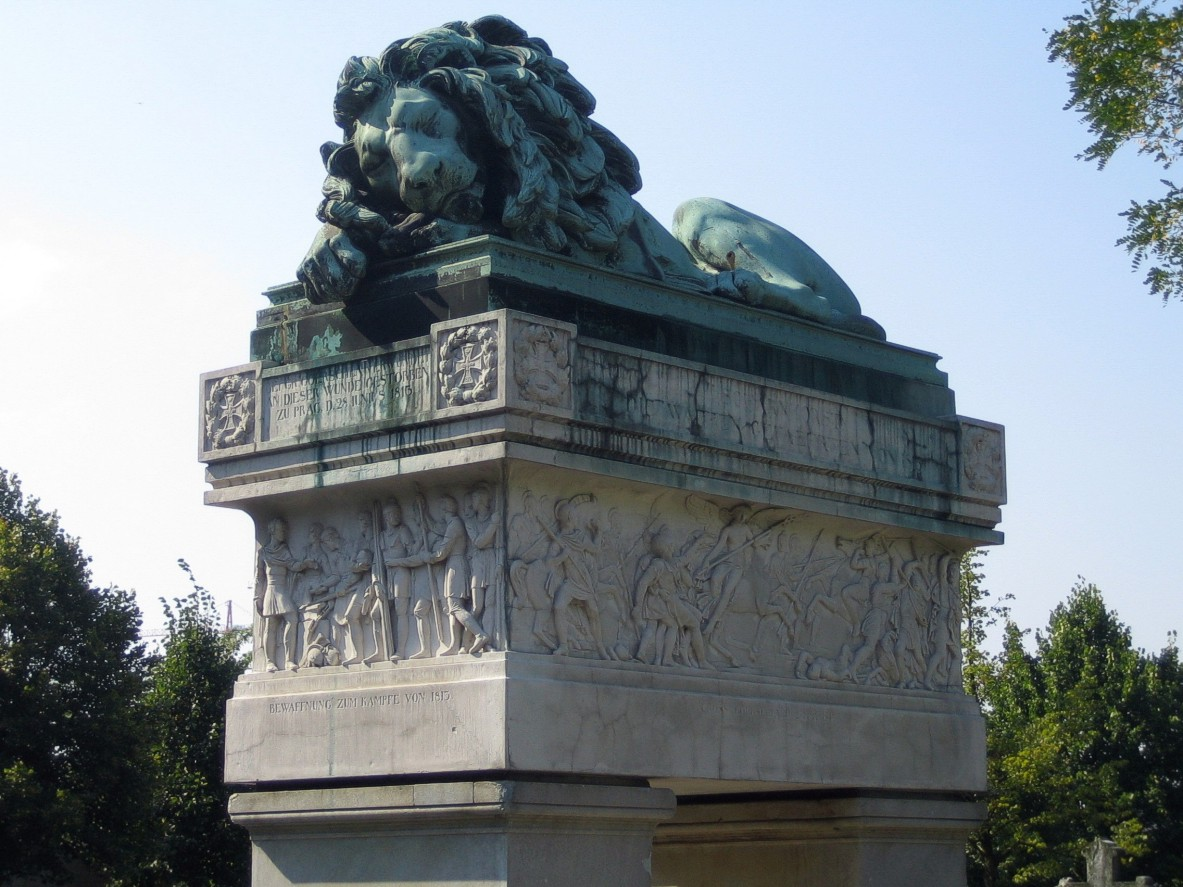
格哈德·馮·沙恩霍斯特之墓

公元1748年，普鲁士奉腓特烈大帝之命修建荣军公墓，以埋葬奧地利王位繼承戰爭中的死难将士。1824年，普鲁士王室颁布的一封诏书宣布此地为所有普鲁士杰出军人的埋骨之所，这些军人中有博吉斯拉夫·冯·威腾伯格。在这一时期最显赫的墓碑是格哈德·馮·沙恩霍斯特之墓（拿破仑战争中的英雄），墓碑雕塑由卡爾·弗里德里希·申克爾设计，著名雕塑家劳赫铸成，墓顶为一头睡狮，材料取自战争中缴获的大炮。同时荣军公墓也是德国1848年革命中死难士兵的安葬之地，而1872年这座公墓举行的葬礼约达18000次。
很多参加过第一次世界大战的军官长眠此处，其中声名卓著者如马克斯·霍夫曼、赫爾穆特·約翰內斯·路德維希·馮·毛奇以及路德维希·冯·法肯豪森等人，此地还安葬了一些自由军团的高级军官。1925年，著名王牌飞行员、外号“红男爵”的曼弗雷德·冯·里希特霍芬的遗体由法國迁至此处。魏瑪共和國期间，高级军官如汉斯·冯·塞克特等人依然葬在此地，但在这一时期也有很多坟墓被夷平。
纳粹统治时期，此处埋葬了很多高级军官，包括前陆军司令威爾納·馮·弗里奇、空军王牌飞行员维尔纳·默尔德尔斯、納粹德國空軍装备部长、王牌飞行员恩斯特·烏德特、军需部长弗里茲·托特、波西米亚和摩拉维亚帝国总督赖因哈德·海德里希、陆军元帅瓦爾特·馮·賴歇瑙，还有在1944年反对希特勒的狼穴爆炸案中身亡的鲁道夫·施蒙特将军。第二次世界大战之后，盟军下令移除所有纳粹军官的纪念物，包括公墓中的墓碑，最终导致海德里希和托特等人的墓碑被毁，尽管他们的遗体未受骚扰。
1951年5月，东柏林委员会决定墓地不再向公众开放，如此一来修复工作才能开始，也可以阻止对墓地的进一步的破坏。然而因荣军公墓离柏林墙很近，为了修建岗楼、道路、营房以及停车场，整个60年代有三分之一的坟墓被毁。70年代公墓继续受损，是时驻扎于附近的士兵用或废弃或损坏的墓碑来建造营房以抵挡严寒。唯一的事实是，像沙恩霍斯特这样的德意志自由战士之墓一直受到保护，这是因为沙恩霍斯特被东德人民军尊为先驱，才使墓碑免遭其难。
1990年兩德統一后，荣军公墓被列入文物保护计划，修复工作也随即开始。公墓中现有因穿越柏林墙而被杀的柏林人纪念碑，还有在柏林空袭中丧生的普通民众的集体墓葬。

## 墓中名人
- 汉斯·卡尔·冯·温特菲尔德（Hans Karl von Winterfeldt）
- 格哈德·约翰·大卫·冯·沙恩霍斯特（Gerhard Johann David von Scharnhorst）
- 乔布·冯·维茨莱本（Job von Witzleben）
- 弗里德里希·博吉斯拉夫·伊曼纽尔·塔沃岑·冯·威腾伯格（Friedrich Bogislav Emanuel Tauentzien von Wittenberg）
- 弗里德里希·冯·霍施泰因（Friedrich von Holstein）
- 卡尔·弗里德里希·弗里森（Karl Friedrich Friesen）
- 赫尔曼·冯·博恩（Hermann von Boyen）
- 奥古斯特·席勒·冯·加特林根（August Hiller von Gaertringen）
- 泰蕾莎·埃斯勒（Therese Elssler）
- 尤里乌斯·冯·格罗斯·施瓦茨霍夫（Julius von Groß genannt Schwarzhoff）
- 阿爾弗雷德·馮·施里芬（Alfred von Schlieffen, 1833-1913）：陸軍元帥，曾任參謀總長。一次大戰前著名作戰計畫「施里芬計畫」的制定者。
- 卡尔·冯·施恩博格（Karl von Schönberg）
- 赫爾穆特·約翰內斯·路德維希·馮·毛奇（Helmuth Johannes Ludwig von Moltke, 1848-1916）：陸軍一級上將，一戰爆發時的參謀總長，通稱小毛奇。1914年9月辭去參謀總長職務，1916年出席格爾茨元帥國葬典禮時腦溢血病發過世。
- 莫里茨·冯·毕森（Moritz von Bissing）
- 汉斯·约西姆·布迪克（Hans Joachim Buddecke）
- 马克西米里安·冯·普利特维茨（Maximilian von Prittwitz, 1848-1917）：陸軍一級上將，一次大戰開戰時防守東普魯士的第八軍團司令官，後由興登堡接任。
- 赫尔曼·冯·艾希霍恩（Hermann von Eichhorn）
- 奥利维尔·弗莱赫尔·冯·比利-马肯莱（Olivier Freiherr von Beaulieu-Marconnay）
- 罗伯特·冯·克虏伯（Robert von Klüber）
- 鲁道夫·贝特霍尔德（Rudolf Berthold）
- 汉斯·哈特维希·冯·贝斯勒（Hans Hartwig von Beseler）
- 弗里德里希·冯·鲍迪辛（Friedrich von Baudissin）
- 曼弗雷德·馮·里希特霍芬（Manfred Albrecht Freiherr von Richthofen, 1892-1918）：騎兵上尉，一次大戰的王牌飛行員，1918年4月21日在法國前線陣亡。遺體最初以軍禮在法國亞眠安葬，1925年被迎回柏林下葬在榮軍公墓，1975年遷移到維斯巴登的墓地與家人長眠。
- 马克斯·霍夫曼（Max Hoffmann, 1869-1927）：德國陸軍中將，一次大戰東線戰場上著名的參謀軍官。
- 约西亚·冯·黑林根（Josias von Heeringen）
- 路德维希·冯·施罗德（Ludwig von Schröder）
- 维尔纳·冯·弗兰肯博格（Werner von Frankenberg）
- 路德维希·冯·法肯豪森（Ludwig von Falkenhausen）
- 汉斯·冯·塞克特（Hans von Seeckt）
- 汉斯·迈科夫斯基（Hans Maikowski）
- 阿道夫·卡尔·冯·奥芬（Adolf Karl von Oven）
- 豪胡斯·施密特（Rochus Schmidt）
- 奥斯卡·冯·瓦特（Oskar von Watter）
- 威爾納·馮·弗里奇（Werner von Fritsch, 1880-1939）：德國陸軍一級上將，曾任陸軍總司令。受到布倫堡醜聞案的牽連被迫離任陸軍總司令職位，1939年9月22日在波蘭前線陣亡。
- 沃尔夫·冯·斯图特海姆（Wolff von Stutterheim, 1893-1940）：空軍少將，曾任第77轟炸機聯隊指揮官。1940年6月在法國戰役中負重傷，同年12月死去。
- 洛塔尔·冯·阿尔诺·德·拉·佩里耶（Lothar von Arnauld de la Perière, 1886-1941）：德國海軍中將，一次大戰時著名潛艇艇長。累計擊沉戰果為194艘船隻、453,716噸，均為至今為止的最高紀錄。1941年2月24日在巴黎魯布爾傑機場死於空難。
- 漢斯-于爾根·施通普夫（Hans-Jürgen Stumpff，1889－1968），納粹德國的一名空軍將領。
- 弗里德里希-卡尔·克兰茨（Friedrich-Carl Cranz, 1886-1941）：陸軍中將，第18步兵師師長。1941年3月在訓練中死於意外砲火。
- 恩斯特·烏德特（Ernst Udet, 1896-1941）：德國空軍一級上將，一戰王牌飛行員，後任德國空軍裝備部長。1941年11月17日自殺身亡。
- 維爾納·莫德士（Werner Mölders, 1913-1941）：德國空軍上校，著名王牌飛行員。1941年11月22日從前線飛返柏林參加烏德特葬禮時，因墜機事故喪生。
- 瓦爾特·馮·賴歇瑙（Walter von Reichenau, 1884-1942）：德國陸軍元帥，1942年1月因腦溢血病逝。
- 赫伯特·盖特纳（Herbert Geitner）
- 弗里茨·托德（Fritz Todt, 1891-1942）：德國軍需部長，托特組織的領導人。1942年2月7日死於空難。
- 莱茵哈德·海德里希（Reinhard Heydrich）
- 庫爾特·哈瑟（Curt Haase）
- 赫尔曼·冯·德·列特-汤姆森
- 卡尔·奥古斯特·冯·加布伦茨（Carl August von Gablenz）
- 汉斯·福斯（Hans Fuß）
- 漢斯-瓦倫丁·胡貝（Hans Valentin Hube, 1890-1944）：德國陸軍一級上將，在1944年4月20日因空難喪生。
- 鲁道夫·許孟德（Rudolf Schmundt, 1896-1944）：德國陸軍步兵上將，希特勒的陸軍首席副官，在1944年7月20日的暗殺希特勒中負重傷，10月1日死亡。
- 沃尔特·马林菲尔德（Walter Marienfeld)